# Henri Delépine
Pour les articles homonymes, voir Delépine.
Henri Delépine, né à Gonnehem dans le Pas-de-Calais le 3 mars 1871 et mort à Thiais (Val-de-Marne) le 29 mars 1956, est un prêtre catholique, professeur, compositeur, éditeur et maître de chapelle.

## Biographie
Henri Liévin Joseph Delépine naît le 3 mars 1871 à Gonnehem.
Après son ordination en 1894, il est nommé professeur au petit séminaire d'Arras. L'année suivante, il devient  vicaire à Saint-Jean-Baptiste d'Arras. Déjà maître de chapelle à Notre-Dame-des-Ardents, il devient directeur de la maîtrise de la cathédrale d'Arras en 1899. 
Dans cette même ville, il fonde la librairie la Procure de musique religieuse dès 1898. La maison d'édition musicale et de distribution s'installe à Paris en 1919, au n°3 de la rue de Mézières.
À Paris, il fut directeur des Chanteurs de la Sainte-Chapelle.
De 1924 à 1933, il a été membre de la Société historique du VIe arrondissement de Paris.
Il se retire au monastère de l'Annonciade de Thiais comme aumônier jusqu'à sa mort, le 29 mars 1956 dans cette commune.

## Éditions
On lui doit l'édition de recueils de pièces pour usage liturgique :
- Archives de l’Organiste Catholique, Pièces pour orgue ou harmonium des meilleurs auteurs de tous pays, 8 vol., Procure Générale de musique religieuse, Arras (1899-1906).
- Harmonies paroissiales, 96 pièces faciles pour orgue ou harmonium, en 3 vol. aux éditions de la Schola Cantorum (1905, 1924, 1937).
- Échos Jubilaires des Maîtres de l’Orgue, Pièces pour orgue ou harmonium, vol. I, Organistes français (1908).
- L'Harmonium de la paroisse, recueil de pièces faciles à l'usage du service divin, mensuel Arras, Procure Générale (v. 1913).
- Recueil de 100 motets à 1 ou 2 voix, Procure Générale de musique religieuse, Paris, 1922.

Et quelques pièces pour orgue ou harmonium publiées dans ses recueils.